# The Atlantic Cup
The Atlantic Cup er en fodboldturnering. Turneringen blev startet i 2011 af de tidligere engelske og svenske fodboldspillere Brian Horne og Hans-Jürgen Stefan Schwarz.
Flere danske hold har igennem årene deltaget i turneringen samt flere forskellige hold rundt omkring fra i verden. Turneringen er en træningsturnering der spilles i Portugal.
De danske hold der har deltaget er: AGF, FC København, Brøndby IF, Silkeborg IF, FC Midtjylland, Lyngby BK, og AaB.